# The Visions of Diana
The Visions of Diana — видеоальбом американской певицы Дайаны Росс, выпущенный в 1985 году лейблами RCA и Columbia Pictures на VHS и Pioneer Artists в формате LaserDisc в США, в остальном мире релиз осуществлялся на VHS лейблом EMI. Альбом представляет собой сборник из шести видеоклипов певицы, снятых с 1981 по 1985 годы.

## Отзывы критиков
| Оценки критиков | Оценки критиков |
| Источник        | Оценка          |
| --------------- | --------------- |
| AllMusic        | [ 1 ]           |

Черити Стаффорд из AllMusic отметила, что, хотя к середине 1980-х годов статус легендарной первой леди Motown Дайаны Росс практически уже ничего не значил, она всё ещё была достаточно значимой фигурой, чтобы привлечь лучших видеохудожников того времени, в том числе режиссёра Боба Джиральди, который снял несколько шедевральных клипов для Майкла Джексона. Изюминкой альбома она посчитала клип «Missing You», дань памяти недавно убитому Марвину Гэю, в котором использованы винтажные кадры с участием самого музыканта.

## Список видеоклипов

### Американское издание
1. «Why Do Fools Fall in Love» (режиссёр Марти Коллнер[англ.])
2. «Swept Away» (Доминик Орландо)
3. «All of You» (Боб Джиральди[англ.])
4. «Muscles» (Пол Джастмен)
5. «Pieces of Ice» (Боб Джиральди)
6. «Missing You» (Доминик Орландо)

### Европейское и австралийское издание
1. «Why Do Fools Fall in Love» (Марти Коллнер)
2. «Chain Reaction» (Дэвид Моллет[англ.])
3. «Eaten Alive» (Дэвид Хоган)
4. «Swept Away» (Доминик Орландо)
5. «Muscles» (Пол Джастмен)
6. «Mirror Mirror» (Марти Коллнер)

## Чарты
| Чарт (1985)                        | Высшая позиция |
| ---------------------------------- | -------------- |
| США (Billboard Top Videocassettes) | 25             |

## Сертификации
| Регион                                                      | Сертификация | Продажи  |
| ----------------------------------------------------------- | ------------ | -------- |
| США (RIAA)                                                  | Золотой      | 500 000^ |
| ^ Данные о тиражах приведены только на основе сертификации. |              |          |